# 洪僑
洪侨（1714年—1785年）字闰之，号东里，廣東惠州府海丰县石帆都甲子所（今陆丰甲东）人，清朝政治人物。同進士出身。
乾隆六年（1741年）辛酉科广东乡试举人，乾隆十九年（1754年），登進士。選庶吉士，散館改教職。任广东德庆府儒學教授，升陕西延安府延长县知县，敕授文林郎。